# Castello di Colchester

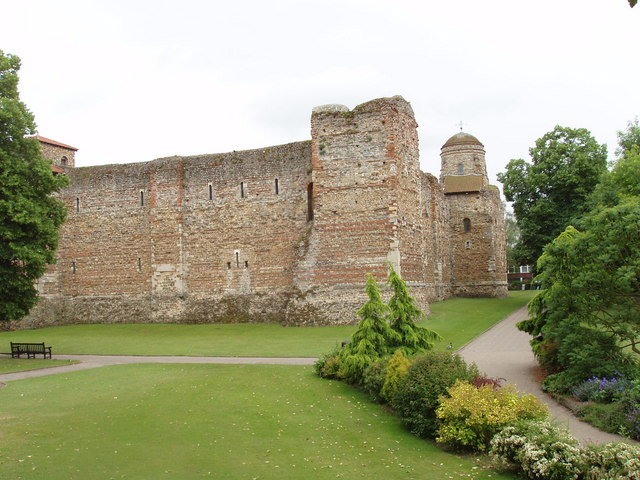
Parte del giardino del castello.

Il castello di Colchester è un castello in stile normanno situato nella città di Colchester, in Inghilterra. Costruito sui resti di un tempio romano dell'imperatore Claudio, il castello è considerato un monumento classificato di grado I. Grande una volta e mezzo la Torre di Londra, è il più grande castello costruito in architettura normanna di tutta l'Europa.

## Storia
La costruzione del castello fu ordinata da Guglielmo il Conquistatore e il progetto affidato all'arcivescovo di Rochester, Gundulf. I lavori iniziarono tra il 1069 e il 1076 sotto la supervisione di Eudo Dapifer, nobile normanno. I lavori si interruppero nel 1080 a causa della minaccia di un'invasione vichinga; tuttavia, la struttura venne completata intorno al 1100. Il castello, costruito con mattoni laterizi ed argilla, presenta ancora le buche pontaie e i guardaroba.
Nel 1215 il castello venne assediato dal re Giovanni, durante la prima guerra dei baroni.
Oltre alla funzione reale, il castello ebbe anche la funzione di prigione dove l'avvocato Matthew Hopkins interrogava ed imprigionava gli accusati di stregoneria. Nel 1648, durante la seconda guerra civile inglese, i cavalier Sir Charles Lucas e Sir George Lisle vennero giustiziati nel retro del castello. Una leggenda narra che l'erba non crescerà mai più nel luogo in cui questi ultimi vennero uccisi.
Nel 1650 il Parlamento inglese ordinò la demolizione della fortezza e la vendita delle pietre a cinque sterline l'una. Nel 1683, il ferramenta John Weely venne incaricato all'abbattimento, per poi, presumibilmente, recuperare i materiali da utilizzare in città. Tuttavia, dopo aver rimosso gran parte della parte superiore del castello con utensili e polvere da sparo, Weely appurò che l'operazione si rivelava controproducente.
Nel 1727 il castello venne acquistato da Mary Webster per sua figlia Sarah, la quale sposò Charles Gray, membro del Parlamento inglese per Colchester. Inizialmente, Gray affittò una parte del castello ad un commerciante di grano locale, mentre la parte est venne concessa alla contea di Colchester per l'utilizzo in qualità di prigione. Nel tardo 1740, Gray fece restaurare il castello, in particolare l'area posta a sud. Egli fece costruire un parco privato attorno alla fortezza, una libreria con ampie vetrate e una cupola nella torre sud-est, quest'ultima completata nel 1760. Alla morte di Gray, nel 1782, la proprietà passò al suo pronipote, James Round, il quale continuò il lavoro di restauro.
La prigione del castello venne ampliata nel 1801. Mary Ann Smith, figlia della guardia carceraria John Smith, nacque nel castello nel 1777 e ci lavorò come bibliotecaria fino alla morte, nel 1852. Si pensa che Mary Ann sia colei ad aver piantato l'acero di monte ancor oggi presente sulla cima della torre sud-est. L'albero dovrebbe rappresentare la battaglia di Waterloo del 1815 oppure la morte del padre avvenuta nello stesso anno.
Tra il 1920 e il 1922 il castello e il relativo parco vennero acquistati dal borough di Colchester, attraverso una grande donazione da parte di Weetman Pearson, ricco industriale e membro del Parlamento per Colchester. Dal 1860, è visitabile un museo degli artefatti nel castello.
Tra gennaio 2013 e maggio 2014 il museo degli artefatti ha subito un'ampia ristrutturazione costata 4,2 milioni di sterline.